# Geranomyia antillarum
Geranomyia antillarum is een tweevleugelige uit de familie steltmuggen (Limoniidae). De soort komt voor in het Neotropisch gebied.